# Крижана планета (фільм)
Крижана планета — канадсько-німецький науково-фантастичний фільм 2001 року, створений як пілотний фільм для передбачуваного серіалу. Режисером фільму став Вінріх Кольбе, а до складу його акторів увійшов Вес Студі в ролі командира Трегера.

## Сюжет
Дія фільму відбувається приблизно через тридцять років після руйнівної війни між Союзом та Консорціумом, яка призвела до загибелі 10 % населення Землі. Космічну колонію «Ньютон-5» раптово атакує величезний позаземний космічний корабель, внаслідок чого загинуло 200 000 людей. Інопланетний корабель потім переходить до знищення військової бази на Jupiter з місяцем Іо. Командиру бази Ноа Трейгеру, за допомогою нещодавно закінчених курсантів з космосу, вдається втекти на сусіднє науково-дослідне судно Magellan під командуванням професора Картееса Румли. Румла (заохочується сенатором Джеремі Уваном, який перебував на військовій базі) наполягає на тому, щоб Магеллан продовжив свою первісну секретну місію, а не повернувся на Землю. Переслідувані прибульським космічним кораблем, біженці прямують до 9-ї частини космосу — початкового пункту призначення Магеллана — коли дослідницьке судно раптово викидається у гіперпростір невідомим космічним явищем. Після подорожі міжзоряним простором судно тягнеться до невідомої крижаної планети, де воно автоматично приземляється у кратері. Планета має дихаючу атмосферу і земну силу тяжіння, але невідоме силове поле утримує Магеллана та 1426 біженців на борту заблокованими на поверхні. Орбіта планети також надто незвичайна, радше нагадує орбіту космічного корабля, а не планети. Він розташований так далеко від Землі, навіть галактики Андромеди не видно на небі. Магеллан опинився на мілині, і його екіпаж повинен змиритися з тим, що повернутись на Землю неможливо.
Тепер Румла відкриває здивованому екіпажу правду, що шість років тому метеор упав у віддалений район Суматри. Метеор містив надзвичайно старий і термостійкий кристал, названий вченими Землі «ICE-13», які виявили шифрування в самій кристалізованій структурі. Румлі вдалося зламати код і виявити, що він містить специфікації для будівництва сучасного космічного корабля. Кристал містить космічні координати сектору 9, а також жахливі попередження про якусь невизначену загрозу в космосі, тому було прийнято рішення побудувати Магеллана та виявити джерело метеорита. Місію приховували від громадськості, хоча керівництво Союзу поінформували про загрозу.
Екіпаж Magellan незабаром починає досліджувати їхнє найближче оточення. Команда наземної зйомки виявляє величезну підземну енергетичну мережу з джерелом живлення, розташованим приблизно за 500 кілометрів від корабля. Тим часом на орбіті навколо крижаної планети два розвідувальних судна, запущені «Магелланом», атакуються і знищуються тим самим величезним космічним кораблем-інопланетянами, який знищив «Ньютон-5» та військову базу «Іо». Одному пілоту вдається катапультуватися, і рятувальна група Магеллана, яка намагається його знайти, виявляє штучну печеру, де знаходиться джерело живлення. Корінне американське плем'я під назвою «Інаку» також живе там, і незрозуміло, як вони опинилися на відстані мільярдів світлових років від Землі. Нарешті, виявлено дивний сяючий кристалічний організм, схожий на дерево, і аналіз невеликого зразка його тканини виявляє величезну кількість закодованої інформації про цивілізацію Землі, включаючи десятки вимерлих мов, зокрема арамейську та шумерську.
Повернувшись на Магеллан, ворожа форма життя раптово вторгається на судно і викрадає десяток людей. Виявлено, що крижана планета служить надійним притулком для інопланетного інтелекту, але тепер їх виявили «Зедоні», які запустили величезний космічний корабель, що також атакував колонію «Ньютон-5». Інопланетяни-біженці навмисно перевозили Магеллана через простір і час з якимось невідомим призначенням. Інопланетяни демонструють бачення спаленої до шлаку Землі, але незрозуміло, чи ми бачимо сьогодення чи майбутнє («ти повинен зіграти свою роль», пропонує інопланетянин).
Оскільки атака інопланетян на Магеллан призвела до викрадення десятка людей, військові розпочинають контратаку, оскільки розвідка інопланетян на планеті послаблює оборону атакуючого корабля Зедоні. Фільм закінчується тим, що крижана планета транспортується через інший космічний рифт в іншу сонячну систему з чотирма супутниками — тими самими супутниками, які раніше бачив професор Румла у видінні.

## Актори
- Рейнер Шоне — сенатор Джеремі Уван
- Саб Шимоно — Картиез Румла
- Джеймс О'Ші — Жак Каано
- Валерій Ніколаєв — Микола Блейд (у ролі Валерія Ніколаєва)
- Рае Бейкер — Шинада
- Ембер Вілленборг — Джелека Уван
- Анна Брюггеманн в ролі Елені (в ролі Анни Брюггеман)
- Грегорі Міллар у ролі Чарльза Елчанана Нікелса
- Вес Студі на посаді командира Трейджера
- Ксав'є Андерсон на посаді чергового
- Шеллі Бротон — Рената Кайлар
- Джеймс Батлер у ролі Дьомо Малваї
- Стефані Кокер у ролі екзотичної Шантеузи
- Мартін Фальк у ролі Калпа
- Флоріан Девід Фіц — Сем Рейнсі (Флоріан Фіц-молодший)

## Телесеріал
У 2005 році компанія CHUM Limited анонсувала серіал Ice Planet з Майклом Айронсайдом у головній ролі. Виробництво серіалу кілька разів відкладалося і станом на 2020 рік не розпочалося.
Сюжет серіалу зосереджується навколо контр-адмірала Ноя Трейгера в супроводі своєї дочки і одержимого таємничим вбивством своєї дружини, яка очолює військову та наукову експедицію з відновлення стародавнього інопланетного артефакту на крижаній планеті. Концепція була створена німецьким телевізійним продюсером та ведучим шоу Хендріком Гей.
Виробничі компанії — SpaceWorks Entertainment Inc. (Канада) та Circles & Lines GmbH (Німеччина). Німецька телекомпанія RTL II отримала права на серіал ще до початку зйомок шоу.